# Racopilum penzigii
Racopilum penzigii är en bladmossart som beskrevs av C. Müller och Ugo Brizi 1893. Racopilum penzigii ingår i släktet Racopilum och familjen Racopilaceae. Inga underarter finns listade i Catalogue of Life.